# Tethys
För månen Tethys, se Tethys (måne). För havet, se Tethyshavet. För snäckarten, se Tethys fimbria.

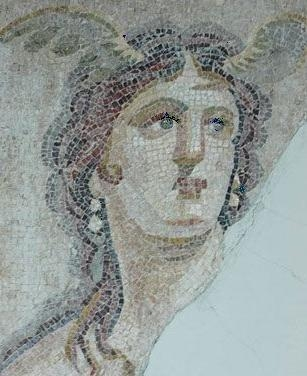
Tethys

Tethys var en av de tolv titanerna i grekisk mytologi. Hon var dotter till Gaia ("Jorden") och Uranos ("Himlen").

## Relationer och släkt
Hon var gift med sin bror Okeanos som hon fick tusentals barn med. Hon var bland annat mor till flodgudarna Asopos, Alpheios, Asterion, Grenikos, Termessos, Inachos, Amnisos/Kairatos, Neilos, Khremetes, Anigros, Askanios, Axios, Brykhon, Maiandros, Erasinos, Sperkheios och Symaithos samt till 3000 najader kallade okeaniderna som hette bland annat Asterope, Dione, Doris, Metis, Peitho, Ladon, Eurynome, Peneos, Kelouse/Pero och Elektra. Hon kan även vara mor till Rhode, Hydaspes, Amfitrite och Boroe.
Under kriget mot titanerna var Tethys fostermor till Rhea.

## Sammanblandning
Tethys ska ej sammanblandas med Thetis, som var dotter till Doris och alltså dotterdotter till Tethys.